# Campanya «Sense Por»
La campanya «Sense Por», oficialment presentada com a «Sense Por, desobeïm per la independència», va ser una campanya civil organitzada per la Candidatura d'Unitat Popular (CUP) l'abril de 2016, per donar resposta a la judicialització de la política catalana, la persecució dels representants polítics i les institucions del país, i al bloqueig per part de l'Estat contra qualsevol iniciativa encaminada a l'exercici del dret a decidir que, segons la CUP pateixen els ajuntaments, alcaldes i regidors d'alguns municipis catalans, així com per l'avenç cap a la independència.
Concretament, els actes realitzats van consistir en un seguit d'assemblees obertes, celebrades en diversos municipis de Catalunya, en els quals representants de la CUP i d'altres administracions locals discutien les diverses possibilitats dels ajuntaments, ja que en aquell moment uns 280 ajuntaments havien estat requerits per l'Audiència Nacional per haver aprovat mocions en defensa i suport a la declaració de sobirania del Parlament de Catalunya.
La campanya va ser presentada el 3 d'abril de 2016 per part del diputat del Parlament Benet Salellas, l'alcaldessa de Berga, Montserrat Venturós, l'alcalde de Celrà, Daniel Cornellà, i el regidor de Capgirem Vic Joan Coma. Segons els organitzadors, Sense Por es dividiria en dues fases. La primera, compresa entre els dies 24 i 30 d'abril, consistiria en la realització de diverses assemblees obertes, celebrades als municipis de Balaguer, Barcelona, Blanes, Figueres, Girona, La Garriga, Manresa, Moià, Molins de Rei, Mollet del Vallès, Premià de Mar, Reus, Ripoll, Sabadell, Sant Celoni, Solsona, Sort, Tortosa, Valls i Vilafranca del Penedès. En aquests actes hi estaven convidats a participar tots els partits i entitats independentistes.
Finalment, per acabar aquesta primera part de la campanya, el 7 de maig es va realitzar la manifestació «Per les llibertats, avancem!» a Barcelona i va aplegar unes 1.700 persones segons la Guàrdia Urbana i 10.000 segons els convocants. L'acte va finalitzar a la Plaça de Sant Jaume, on l'alcalde de Vilassar de Dalt, Xavier Godàs va llegir el manifest Sense Por i l'alcaldessa de Berga, Montse Venturós va llegir un poema. A més a més d'alcaldes, regidors i diputats de la CUP també hi han assistit dirigents de l'Assemblea Nacional Catalana (Rosa Alentorn), Òmnium Cultural (Jordi Cuixart), Junts pel Sí (Eduardo Reyes), Convergència Democràtica de Catalunya (Víctor Terradellas), Esquerra Republicana de Catalunya (Joan Tardà, Alfred Bosch i Isaac Peraire), Barcelona en Comú (Gerardo Pisarello i Jaume Asens), i també altres personalitats com ara l'alcaldessa de Badalona Dolors Sabater.